# Diocesi di Bafang
La diocesi di Bafang (in latino: Dioecesis Bafangensis) è una sede della Chiesa cattolica in Camerun suffraganea dell'arcidiocesi di Douala. Nel 2022 contava 161.466 battezzati su 388.989 abitanti. È retta dal vescovo Abraham Boualo Kome.

## Territorio
La diocesi comprende i dipartimenti di Nkam e di Haut-Nkam nell'ovest del Camerun.
Sede vescovile è la città di Bafang, dove si trova la cattedrale del Cuore Immacolato di Maria.
Il territorio si estende su 7.229 km² ed è suddiviso in 41 parrocchie.

## Storia
La diocesi è stata eretta il 26 maggio 2012 con la bolla Quandoquidem id di papa Benedetto XVI, ricavandone il territorio dalla diocesi di Nkongsamba.

## Cronotassi dei vescovi
Si omettono i periodi di sede vacante non superiori ai 2 anni o non storicamente accertati.
- Abraham Boualo Kome, dal 26 maggio 2012

## Statistiche
La diocesi nel 2022 su una popolazione di 388.989 persone contava 161.466 battezzati, corrispondenti al 41,5% del totale.
| anno | popolazione | popolazione | popolazione | presbiteri | presbiteri | presbiteri | presbiteri                | diaconi | religiosi | religiosi | parrocchie |
| anno | battezzati  | totale      | %           | numero     | secolari   | regolari   | battezzati per presbitero | diaconi | uomini    | donne     | parrocchie |
| ---- | ----------- | ----------- | ----------- | ---------- | ---------- | ---------- | ------------------------- | ------- | --------- | --------- | ---------- |
| 2012 | 131.475     | 252.284     | 52,1        | 31         | 31         |            | 4.564                     |         |           | 11        | 31         |
| 2015 | 124.193     | 299.000     | 41,5        | 40         | 38         | 2          | 3.104                     |         | 2         | 11        | 34         |
| 2018 | 172.364     | 400.230     | 43,1        | 44         | 41         | 3          | 3.917                     |         | 3         | 4         | 39         |
| 2020 | 180.400     | 420.370     | 42,9        | 42         | 40         | 2          | 4.295                     |         | 2         | 1         | 40         |
| 2022 | 161.466     | 388.989     | 41,5        | 48         | 48         |            | 3.363                     |         | 1         | 3         | 41         |